# گوتفرید کوتمان
گوتفرید کوتمان (انگلیسی: Gottfried Kottmann؛ ۱۵ اکتبر ۱۹۳۲ – ۶ نوامبر ۱۹۶۴) قایقران روئینگ اهل سوئیس بود.
وی در مسابقات کشوری و بین‌المللی در مجموع برندهٔ ۳ مدال طلا، ۱ مدال نقره، ۴ مدال برنز شده‌است.